# Municipio de Gagnef
Gagnef (en sueco: Gagnefs kommun) es un municipio de la provincia de Dalarna, Suecia, en la provincia histórica de Dalecarlia. Su sede se encuentra en la localidad de Djurås. El municipio actual se creó en 1971 cuando los municipios rurales de Gagnef y Floda se fusionaron.

## Localidades
Hay siete áreas urbanas (tätort) en el municipio:
| # | Tätort           | Población |
| - | ---------------- | --------- |
| 1 | Djurås           | 2159      |
| 2 | Mockfjärd        | 2010      |
| 3 | Gagnef           | 1228      |
| 4 | Floda/Dala-Floda | 683       |
| 5 | Björbo           | 659       |
| 6 | Bäsna            | 664       |
| 7 | Sifferbo         | 407       |

## Demografía

### Desarrollo poblacional
| Gráfica de evolución demográfica de Gagnef entre 1970 y 2015 |
|                                                              |
| Fuente: SCB                                                  |